# Null Island
Null Island (lett. "isola zero") identifica un luogo ideale situato nel punto di incrocio tra l'equatore e il meridiano di Greenwich, e dunque avente coordinate geografiche 0°N 0°E. In tale posizione è stata ancorata, fino al 2021, una boa meteorologica, impiegata per le osservazioni meteo marine e gestita dal sistema Prediction and Research Moored Array in the Atlantic (PIRATA).
È un punto usato convenzionalmente per testare programmi e sistemi di navigazione.

## Luogo geografico
Il luogo geografico sulla superficie della Terra designato come "Null Island", è situato nell'Oceano Atlantico meridionale, in acque internazionali, a circa 600 km dalla costa dell'Africa occidentale, nel Golfo di Guinea. In tale posizione è ancorata una boa meteorologica, denominata "Soul", dall'omonimo genere musicale.
La terraferma più vicina è un isolotto (4°45′30″N 1°58′33″W) a 570 km (307,8 nmi) a nord di Null Island, appartenente al Ghana. Sul continente africano, il punto più vicino è Achowa Point tra Akwidaa e Dixcove. 
La profondità del fondale marino al di sotto della boa è di circa 4940 m.

## Posizione nei software
L'idea di associare un'isola al luogo geografico avente latitudine e longitudine nulle venne nel 2008 a Steve Pellegrin, che lavorava come analista e gestore di dati presso Tableau Software. In quell'anno, Pellegrin sviluppò anche un sito web goliardico sulla "Repubblica di Null Island". La trovata scherzosa uscì dall'ambito dell'azienda e già nel 2009 comparve su Twitter. Nel 2011 fu inserita nel dataset di mappe in pubblico dominio Natural Earth, dando notorietà all'isola. Dell'isola si è fantasticato inventando una geografia, una storia e una bandiera. La denominazione "Null Island" fa riferimento al doppio zero che contraddistingue le sue coordinate, corrispondente in italiano allo zero inteso come valore nullo. In informatica, l'assenza di dati, che in matematica corrisponderebbe ad un insieme vuoto, viene convertita talvolta in uno zero.
La posizione dell'isola è impiegata dai sistemi informativi geografici (GIS) per gestire alcuni errori. Alcuni sistemi GIS, quando non riescono a geolocalizzare un'immagine, ad esempio, le attribuiscono valori di latitudine e longitudine nulli. Valori nulli di coordinate sono talvolta impiegati nell'inizializzazione di ricerche geografiche e per sostituire dati incompleti. Vengono reindirizzate a Null Island, ad esempio, anche le attività di utenti sull'applicazione Strava per il tracciamento GPS dell'attività fisica, che, per celare la loro reale posizione, utilizzano le coordinate "0,0". Nei primi dataset, all'isola erano state attribuite una superficie convenzionale di 1 m² e una proprietà che ne impedisse la visualizzazione sulla mappa. Lo scopo, infatti, era creare un contenitore per gli errori di gestione del software e non aggiungere dei luoghi fittizi sulle mappe. Tuttavia, quando l'isola è divenuta un fenomeno di Internet, alcuni software ne hanno permesso una qualche visualizzazione - è stato il caso ad esempio di Google Maps nel 2012 quale pesce d'aprile o di Facebook nel 2022.

## La boa meteorologica
La boa ("Stazione 13010 – Soul") è stata una delle 17 boe che compongono il sistema di monitoraggio Prediction and Research Moored Array in the Atlantic (PIRATA), installate nella regione tropicale dell'Oceano Atlantico meridionale nel 1997 da Stati Uniti, Francia e Brasile. Come alle altre boe del sistema, le era stato assegnato il nome di un genere musicale. È del modello "Autonomous Temperature Line Acquisition System" (ATLAS), di forma conica, con un'altezza di 3,8 m; era ancorata al fondale marino mediante un cavo.
Il sistema era progettato per acquisire i seguenti dati: velocità e direzione del vento, temperatura dell'aria, livello delle precipitazioni, umidità, insolazione e pressione, temperatura e conduttività dell'acqua fino ad una profondità di 500 m.
Una precedente boa scomparve meno di un anno dopo la sua installazione e fu sostituita da quest’ultima nel 1998. Nel 2021, tuttavia, essa è stata dismessa.